# Vuokatti
Koordinaten: 64° 9′ N, 28° 16′ O

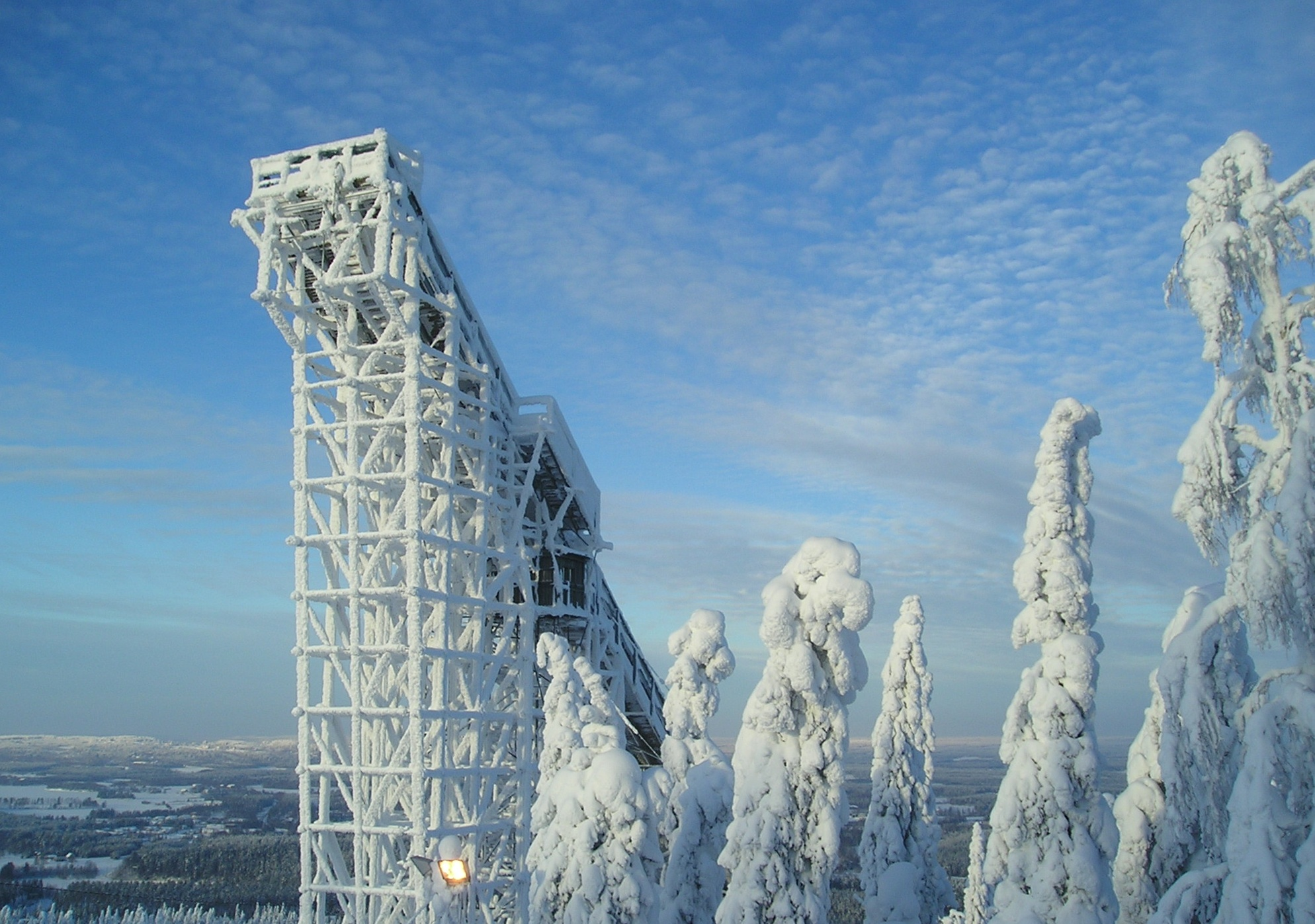
Die Skisprungschanze Vuokatti

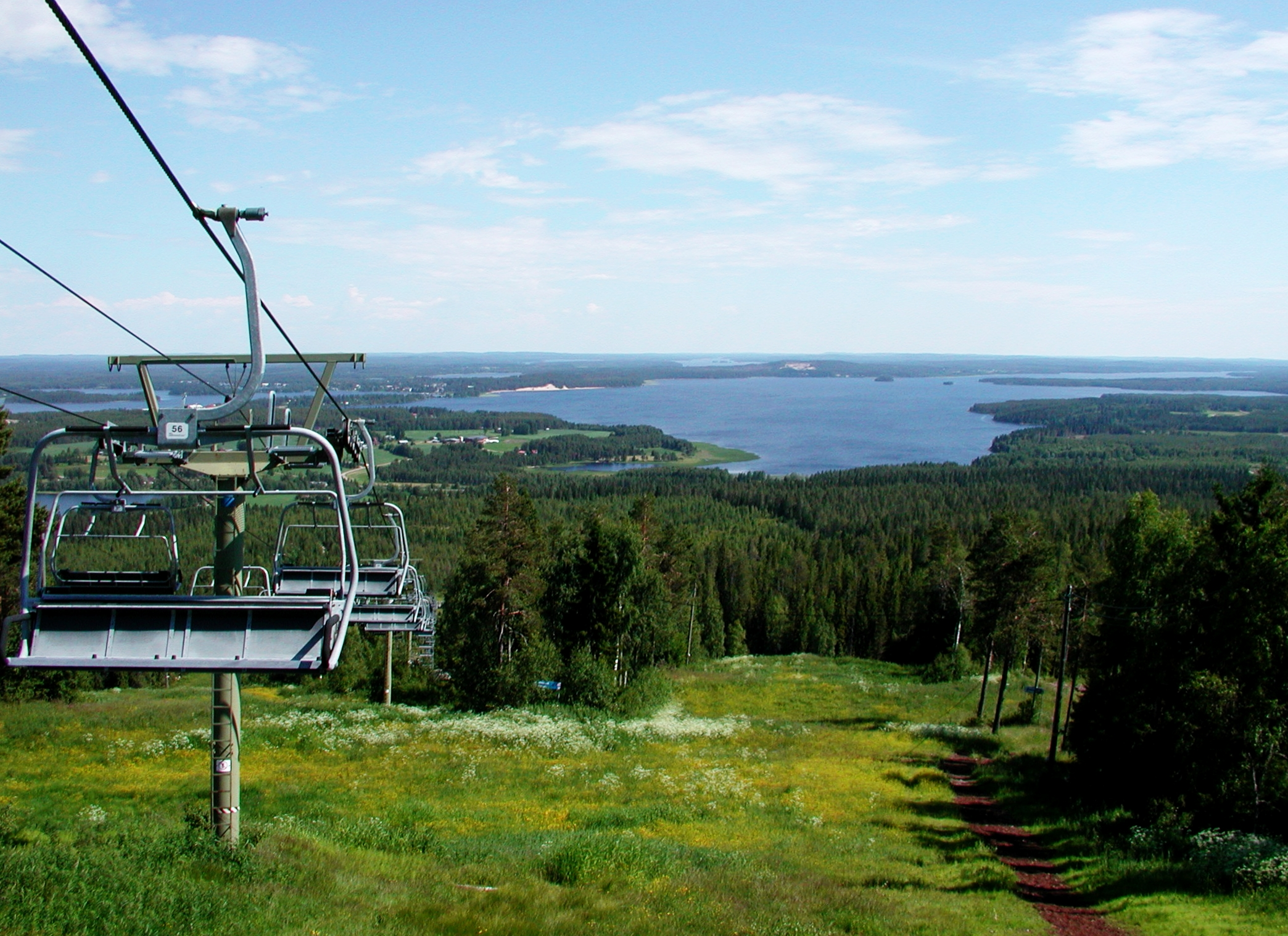
Der Nuasjärvi von Vuokatti aus gesehen

Vuokatti ist ein finnischer Ort in der Region Kainuu und gehört zur Gemeinde Sotkamo. Es wird angenommen, dass Vuokatti eine alte Opferstätte der Samen war.
In Vuokatti befinden sich ein bedeutender Sportpark mit einem überdachten Langlauftunnel für das Sommertraining und ein alpines Skizentrum (die höchste Erhebung Porttivaara liegt 345 Meter über dem Meeresspiegel). Die Hyppyrimäki ist eine 1947 erbaute Normalschanze und dient dem Verein Vuokattisport als Trainingszentrum, nachdem hier die Skisprungwettbewerbe der Nordischen Junioren-Skiweltmeisterschaften 1992 sowie das Europäische Olympische Winter-Jugendfestival 2001 und 2022 ausgetragen wurden.
Vom 6. bis 14. Juli wurden um Vuokatti die Orientierungslauf-Weltmeisterschaften 2013 ausgetragen.